# Super Liga Moldovei 2023-2024
Sezonul 2023-2024 al Super Ligii a fost cea de-a 33-a ediție a Campionatului de Fotbal al Republicii Moldova. Sezonul a început pe 5 august 2023 și s-a încheiat pe 18 mai 2024. Echipa Petrocub Hîncești a devenit campioană pentru prima oară în istoria sa.

## Echipe
Un total de opt echipe au participat în campionat. Șase echipe din sezonul 2022-23 și două echipe promovate din Liga 1: Florești, care a revenit în primul eșalon după un an de absență și Spartanii Sportul, care au debutat în prima divizie.

### Stadioane
| Bălți                | Dacia Buiucani                                                         | Florești                                                               | Milsami                   |
| -------------------- | ---------------------------------------------------------------------- | ---------------------------------------------------------------------- | ------------------------- |
| Orășenesc (Bălți)    | Zimbru-2                                                               | Dinamo (Bender)                                                        | Complexul Sportiv Raional |
| Capacitate: 5.200    | Capacitate: 2.000                                                      | Capacitate: 4.981                                                      | Capacitate: 3.000         |
|                      |                                                                        |                                                                        |                           |
| Petrocub             | BălțiDaciaFloreștiMilsamiPetrocubSheriffSpartaniiZimbruSuruceniTighina | BălțiDaciaFloreștiMilsamiPetrocubSheriffSpartaniiZimbruSuruceniTighina | Sheriff                   |
| Municipal (Hîncești) | BălțiDaciaFloreștiMilsamiPetrocubSheriffSpartaniiZimbruSuruceniTighina | BălțiDaciaFloreștiMilsamiPetrocubSheriffSpartaniiZimbruSuruceniTighina | Malaya Sportivnaya        |
| Capacitate: 1.100    | BălțiDaciaFloreștiMilsamiPetrocubSheriffSpartaniiZimbruSuruceniTighina | BălțiDaciaFloreștiMilsamiPetrocubSheriffSpartaniiZimbruSuruceniTighina | Capacitate: 9.181         |
|                      | BălțiDaciaFloreștiMilsamiPetrocubSheriffSpartaniiZimbruSuruceniTighina | BălțiDaciaFloreștiMilsamiPetrocubSheriffSpartaniiZimbruSuruceniTighina |                           |
| Spartanii Sportul    | BălțiDaciaFloreștiMilsamiPetrocubSheriffSpartaniiZimbruSuruceniTighina | BălțiDaciaFloreștiMilsamiPetrocubSheriffSpartaniiZimbruSuruceniTighina | Zimbru Chișinău           |
| Suruceni             | BălțiDaciaFloreștiMilsamiPetrocubSheriffSpartaniiZimbruSuruceniTighina | BălțiDaciaFloreștiMilsamiPetrocubSheriffSpartaniiZimbruSuruceniTighina | Zimbru                    |
| Capacitate: 350      | BălțiDaciaFloreștiMilsamiPetrocubSheriffSpartaniiZimbruSuruceniTighina | BălțiDaciaFloreștiMilsamiPetrocubSheriffSpartaniiZimbruSuruceniTighina | Capacitate: 10.104        |
|                      | BălțiDaciaFloreștiMilsamiPetrocubSheriffSpartaniiZimbruSuruceniTighina | BălțiDaciaFloreștiMilsamiPetrocubSheriffSpartaniiZimbruSuruceniTighina |                           |

1. ↑  Dacia Buiucani și-a jucat meciurile de pe teren propriu pe stadionul Zimbru-2 din Chișinău, în locul stadionului lor, Joma Arena din Chișinău, deoarece acesta nu îndeplinea condițiile.
2. ↑  Florești și-a jucat meciurile de pe teren propriu la Tighina, în locul stadionului din Florești, care nu corespundea cerințelor.
3. ↑  Joma Arena a fost folosită ca teren propriu în etapa 13 (faza I) și în etapa 2 (faza II).
4. ↑  Sheriff Indoor Arena a fost folosită ca teren propriu în runda a 14-a (faza I).
5. ↑  Malaya Sportivnaya a fost folosit ca teren propriu în etapa 1 (faza II) și în etapa 2 (faza II).
6. ↑  Spartanii Sportul și-a jucat meciurile de pe teren propriu la Suruceni, în locul stadionului din Selemet, care nu îndeplinea condițiile.
7. ↑  Joma Arena a fost folosit ca teren propriu în etapa a 14-a (faza I).

## Faza I
| Loc | Echipa            | MJ | V | E | Î | GM | GP | DG | Pct | Calificare sau retrogradare |
| --- | ----------------- | -- | - | - | - | -- | -- | -- | --- | --------------------------- |
| 1   | Sheriff Tiraspol  | 3  | 3 | 0 | 0 | 8  | 0  | +8 | 9   | Faza II                     |
| 2   | Petrocub Hîncești | 3  | 2 | 0 | 1 | 3  | 1  | +2 | 6   | Faza II                     |
| 3   | Milsami Orhei     | 3  | 2 | 0 | 1 | 3  | 3  | 0  | 6   | Faza II                     |
| 4   | Bălți             | 3  | 2 | 0 | 1 | 6  | 3  | +3 | 6   | Faza II                     |
| 5   | Zimbru Chișinău   | 3  | 2 | 0 | 1 | 4  | 2  | +2 | 6   | Faza II                     |
| 6   | Florești          | 3  | 1 | 0 | 2 | 6  | 4  | +2 | 3   | Faza II                     |
| 7   | Spartanii Selemet | 3  | 0 | 0 | 3 | 0  | 8  | −8 | 0   | Liga 1 Faza II              |
| 8   | Dacia Buiucani    | 3  | 0 | 0 | 3 | 0  | 9  | −9 | 0   | Liga 1 Faza II              |

## Faza II
| Loc | Echipa                | MJ | V | E | Î | GM | GP | DG  | Pct | Calificare                                                      |
| --- | --------------------- | -- | - | - | - | -- | -- | --- | --- | --------------------------------------------------------------- |
| 1   | Petrocub Hîncești (C) | 10 | 7 | 3 | 0 | 30 | 5  | +25 | 24  | Calificare pentru Primul tur al Ligii Campionilor               |
| 2   | Sheriff Tiraspol (X)  | 10 | 5 | 3 | 2 | 16 | 9  | +7  | 18  | Calificarea pentru Primul tur de calificare Europa League       |
| 3   | Zimbru Chișinău (X)   | 10 | 5 | 2 | 3 | 16 | 12 | +4  | 17  | Calificarea pentru Conference League a doua rundă de calificare |
| 4   | Milsami Orhei         | 10 | 2 | 4 | 4 | 11 | 12 | −1  | 10  | Calificarea pentru Conference League primul tur de calificare   |
| 5   | Bălți                 | 10 | 2 | 2 | 6 | 7  | 22 | −15 | 8   |                                                                 |
| 6   | Dacia Buiucani        | 10 | 0 | 4 | 6 | 6  | 26 | −20 | 4   |                                                                 |

1. ↑  Câștigătorii Cupa Moldovei 2023–24 se vor califica în Primul tur de calificare Europa League (sau echipa de pe locul doi dacă câștigătorii Cupei au terminat pe primul loc).

### Resultate
| Acasă \ Deplasare | SHE | PET | MIL | ZIM | BĂL | DAC |
| ----------------- | --- | --- | --- | --- | --- | --- |
| Sheriff Tiraspol  | —   | 1–1 | 2–1 | 4–1 | 2–0 | 1–1 |
| Petrocub Hîncești | 2–1 | —   | 3–0 | 4–1 | 5–0 | 3–0 |
| Milsami Orhei     | 0–0 | 1–1 | —   | 0–0 | 3–0 | 1–1 |
| Zimbru Chișinău   | 2–0 | 1–1 | 3–1 | —   | 3–0 | 2–0 |
| Bălți             | 1–2 | 0–3 | 1–0 | 2–1 | —   | 2–2 |
| Dacia Buiucani    | 0–3 | 0–7 | 1–4 | 0–2 | 1–1 | —   |

### Cei mai buni marcatori
| Loc | Jucător              | Club     | Goluri |
| --- | -------------------- | -------- | ------ |
| 1   | Radu Gînsari         | Milsami  | 13     |
| 2   | Vladimir Ambros      | Petrocub | 10     |
| 2   | Mihai Plătică        | Petrocub | 10     |
| 4   | Amine Talal          | Sheriff  | 8      |
| 5   | Henrique Luvannor    | Sheriff  | 7      |
| 5   | Nicolai Solodovnicov | Florești | 7      |
| 5   | João Paulino         | Zimbru   | 7      |
| 5   | Nicky Cleșcenco      | Petrocub | 7      |
| 5   | Cedric Badolo        | Sheriff  | 7      |
| 5   | Emmanuel Alaribe     | Zimbru   | 7      |